# Danica McKellarová
Danica Mae McKellarová (* 3. ledna 1975, La Jolla, Kalifornie) je americká herečka, vystudovaná matematička, autorka knih o matematice a propagátorka vzdělávání. Mezi její nejvýraznější role patří postava Winnie Cooperové v komediálním seriálu Báječná léta. Dosud napsala dva bestsellery Math Doesn't Suck a Kiss My Math, jejichž smyslem je podpořit zájem středoškolaček o studium matematiky.

## Osobní život
Narodila se v kalifornském městě La Jolla, ze kterého se s rodiči v osmi letech přestěhovala do Los Angeles. Její kořeny pochází z mnoha zemí západní Evropy. Matka měla předky v Portugalsku, Azorských ostrovech a na Madeiře, otcova genealogická linie vede do Skotska, Francie, Německa a Nizozemska.
Spolu se svou sestrou Crystal McKellarovou si již v dětství zvolily herectví za hlavní cíl, ovšem s důrazem na vzdělání. Crystal se tak stala právničkou a Danica matematičkou. Vystudovala Kalifornskou univerzitu v Los Angeles, kde si za hlavní obor zvolila matematiku. Absolvovala s vyznamenáním v roce 1998. Na univerzitě se stala s profesorem Lincolnem Chayesem a spolužačkou Brandy Winnovou spoluautorkou vědecké práce. Jejich východisko je nazýváno jako Chayes-McKellar-Winnové teorém. Její práci ocenil také vynikající matematik a bývalý učitel Terence Tao.
22. března 2009 se vdala v rodném městě La Jolla za skladatele Mika Verta, se kterým má vztah od roku 2001.

## Literární dílo
- McKellar, D. (2007): Math Doesn't Suck: How to Survive Middle-School Math without Losing Your Mind or Breaking a Nail. The New York Times. ISBN 1-59463-039-9
- McKellar, D. (2008): Kiss My Math: Showing Pre-Algebra Who's Boss. The New York Times. ISBN 978-1-59463-049-1

## Filmografie
| - 2008 – Smrtící oteplení - 2007 – Hack! - 2007 – Inspector Mom: Kidnapped in Ten Easy Steps (film) - 2006 – Bongee Bear and the Kingdom of Rhythm - 2006 – Inspector Mom (seriál) - 2006 – Máma v akci (film) - 2005 – Jak jsem poznal vaši matku (seriál) - 2005 – Path of Destruction (film) - 2004 – Century City (seriál) - 2004 – Game Over (seriál) - 2004 – Jack & Bobby (seriál) - 2004 – Quiet Kill - 2004 – Raising Genius - 2003 – Eve (seriál) - 2003 – Námořní vyšetřovací služba (seriál) - 2002 – Black Hole - 2002 – Hip, Edgy, Sexy, Cool - 2002 – Jane White Is Sick & Twisted - 2002 – Reality School - 2002 – Sex and the Teenage Mind - 2002 – The Year That Trembled - 2001 – Good Neighbor | - 2001 – Liga spravedlivých (seriál) - 2001 – Speechless... - 2001 – Strážkyně zákona (seriál) - 2001 – XCU: Extreme Close Up - 2000 – Báječní Stevensovi (seriál) - 2000 – Křižovatky medicíny (seriál) - 2000 – Static Shock (seriál) - 1999 – Random Play (seriál) - 1999 – Západní křídlo / Západní křídlo Bílého domu (seriál) - 1998 – Loď lásky (seriál) - 1997 – Perné dny (seriál) - 1997 – Tatík Hill a spol. (seriál) - 1996 – Hledání spravedlnosti (film) - 1994 – Babylon 5 (TV seriál) - 1993 – Policie New York (seriál) - 1993 – Sirény (seriál) - 1993 – Walker, Texas Ranger (seriál) - 1992 – Mistr kickboxu - 1990 – Camp Cucamonga (TV film) - 1990 – Captain Planet and the Planeteers (seriál) - 1989 – The Super Mario Bros. Super Show! (seriál) - 1988 – Báječná léta (seriál) - 1985 – The Twilight Zone (seriál) |

- 2003 – Pet Star (seriál)

- 2004 – Talking In Your Sleep
- 2001 – Speechless...